# 122 Gerda
Gerda /ˈɡɜːrdə/ (định danh hành tinh vi hình: 122 Gerda) là một tiểu hành tinh khá lớn ở phía ngoài vành đai chính, thuộc kiểu quang phổ S. Ngày 31 tháng 7 năm 1872, nhà thiên văn học người Mỹ gốc Đức Christian H. F. Peters phát hiện tiểu hành tinh Gerda khi ông thực hiện quan sát tại Đài quan sát Litchfield và đặt tên nó theo Gerd, vợ của thần Freyr trong thần thoại Bắc Âu.